# Seleção de Futebol do Tamil Eelam
A Seleção de Futebol do Tamil Eelam é a equipe representativa do Tamil Eelam, que consiste de jogadores amadores e semiprofissionais da tribo tâmil do Sri Lanka radicados no Canadá, Reino Unido e Suíça. Foi criada em 2012 pela Associação de Futebol do Tamil Eelam (TEFA).
A TEFA é afiliada à Confederação de Futebol de Associações Independentes (CONIFA), uma associação guarda-chuva para entidades não afiliadas a FIFA, e portanto não pode competir pela Copa do Mundo nem pela Copa da Ásia por não ser afiliada a Confederação Asiática de Futebol (AFC). Em 7 de outubro de 2012, a equipe ficou em 54º no ranking não FIFA.

## História
A Associação de Futebol do Tamil Eelam foi estabelecida pela Liga Mundial da Juventude Tamil em 8 de abril de 2012. A Seleção de Futebol do Tamil Eelam fez sua estreia internacional na Copa do Mundo VIVA de 2012 realizada no Curdistão iraquiano, terminando em 7º lugar. A equipe participou da História do Torneio Internacional de Futebol de Tynwald Hill, realizada em Ilha de Man em julho de 2013, terminando em 3º lugar. Participou da Copa do Mundo ConIFA de 2014, realizada na região da Lapônia.